# Frédéric Joliot-Curie
Frédéric Joliot-Curie, ili punim imenom Jean Frédéric Joliot-Curie (Pariz, 19. ožujka 1900. – Pariz, 14. kolovoza 1958.), francuski fizičar. Sa suprugom Irène Joliot-Curie došao je do mnogih otkrića na području atomske fizike: otkrio je umjetnu radioaktivnost (1934.) i pozitronsko zračenje umjetnih radioaktivnih tvari; proučavao svojstva neutrona, tvorbu parova pozitron-elektron, sraz pozitrona s elektronom. Za otkrića na području atomske fizike podijeljena im je Nobelova nagrada za kemiju (1935.). Za okupacije sudjelovao u pokretu otpora kao član ilegalne francuske komunističke partije. Vodio je Komesarijat za atomsku energiju (od 1946. do 1950.). Pod njegovim je vodstvom konstruiran prvi francuski nuklearni reaktor, koji je proradio 1948. Bio je odlučan protivnik primjene atomske energije u ratne svrhe.

## Životopis
Frédéric Joliot-Curie se školovao u Parizu, gdje je 1925. postao pomoćnik Marie Curie u institutu za ispitivanje radioaktivnosti. Zaljubio se u Irène Joliot-Curie, kćer Marie Curie i 1926. na vjenčanju su promijenili prezime u Joliot-Curie. Imali su jednu kćer i sina. Na molbu Marie Curie školovao se i dalje, te obranio doktorat iz elektrokemije radioaktivnih elemenata.
Zajedno sa svojom suprugom, nastavili su proučavati strukturu atoma i atomske jezgre. Godine 1934. Frédéric i Irène Joliot-Curie bombardirali su atomske jezgre aluminija s alfa-česticama: 4He + 27Al → 30P + n, te su primijetili da fosfor-30 zrači pozitrone, čestice koje je primijetio i Carl David Anderson 1932., promatrajući kozmičke zrake. Tada je prvi puta pozitron dobiven u labaratoriju. Za taj rad su Frédéric i Irène Joliot-Curie dobili Nobelovu nagradu za kemiju 1935.
1937. Frédéric Joliot-Curie postaje profesor na Sveučilištu u Parizu, ali nastavlja s proučavanjem nuklearne lančane reakcije i pokušava sagraditi prvi nuklearni reaktor. Surađivao je i s Albertom Einsteinom, koji ga preporučuje za projekt Manhattan, kao vodećeg stručnjaka za nuklearne reakcije u to vrijeme. 1940. ostaje u okupiranoj Francuskoj, ali uspijeva svoje radove prebaciti u London. Za vrijeme Drugog svjetskog rata postaje član Francuskog pokreta otpora.
Nakon Drugog svjetskog rata dobiva ulogu jednog od vodećih ljudi u Francuskoj za razvoj nuklearne energije. 1948. su sagradili i prvi nuklearni reaktor u Francuskoj. Kako je po uvjerenju bio komunist, 1950. zbog političkih odluka gubi važne vodeće uloge u atomskom programu.